# 出発 (映画)
『出発』（Le départ）は、イエジー・スコリモフスキ監督による1967年のベルギーのコメディ映画である。第17回ベルリン国際映画祭で金熊賞を獲得した。第40回アカデミー賞の外国語映画賞にはベルギー代表作として出品されたが、ノミネートには至らなかった。

## キャスト
- ジャン＝ピエール・レオ
- カトリーヌ・イザベル・デュポール
- ジャクリーヌ・ビル